# Longue durée

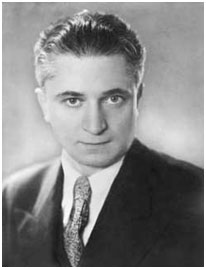
Historik Fernand Braudel

Longue durée [long dyré] (franc.; něm. lange Dauer), doslova "dlouhé trvání", znamená historické procesy, které lze pozorovat a pochopit jen ve velmi dlouhém časovém měřítku. Zároveň je to program historického bádání, které si všímá především takových velmi pomalých, ale důležitých vývojových procesů a strukturálních změn. 

## Popis
Výraz vznikl mezi historiky školy Annales kolem Fernanda Braudela. Podle členů školy Annales má být historická věda zdůvodňována strukturalisticky. V dějinách lze podle tohoto konceptu rozlišit právě tři časové roviny:
1. Podle vlastního smyslu Longue durée se základní politické, hospodářské a společenské struktury mění jen velmi pomalu, nebo dokonce vůbec ne. Jako příklady se uvádějí třeba dynastie egyptských panovníků (faraonů), feudalismus, nebo skutečnost, že Barcelona leží na pobřeží Španělska. Tato rovina se v tomto konceptu považuje za nejdůležitější, neboť jako první vytváří předpoklady a vysvětlení pro zbývající dvě vrstvy. 
2. Konjunktury: tímto termínem se například označují hospodářská kolísání a cykly konjunktury, které se udály v delším časovém úseku, během let a desetiletí. Příkladně by se mohlo jednat o Zlatý věk Holandska nebo o světovou hospodářskou krizi ve 30. letech 20. století. 
3. Poslední rovinu tvoří dějiny událostí, jak je zaznamenává kronikář a historik nachází v archivních dokumentech. Zde nalezneme události politické, např. zavádění zákonů, změny jednotlivých vlád, vyslovení nedůvěry vládě, které se udávají zpravidla v časovém rámci dnů a týdnů, někdy i hodin. Historikové školy Annales považují tuto rovinu za nejméně závažnou.